# Voorlopige uitvoerende raad

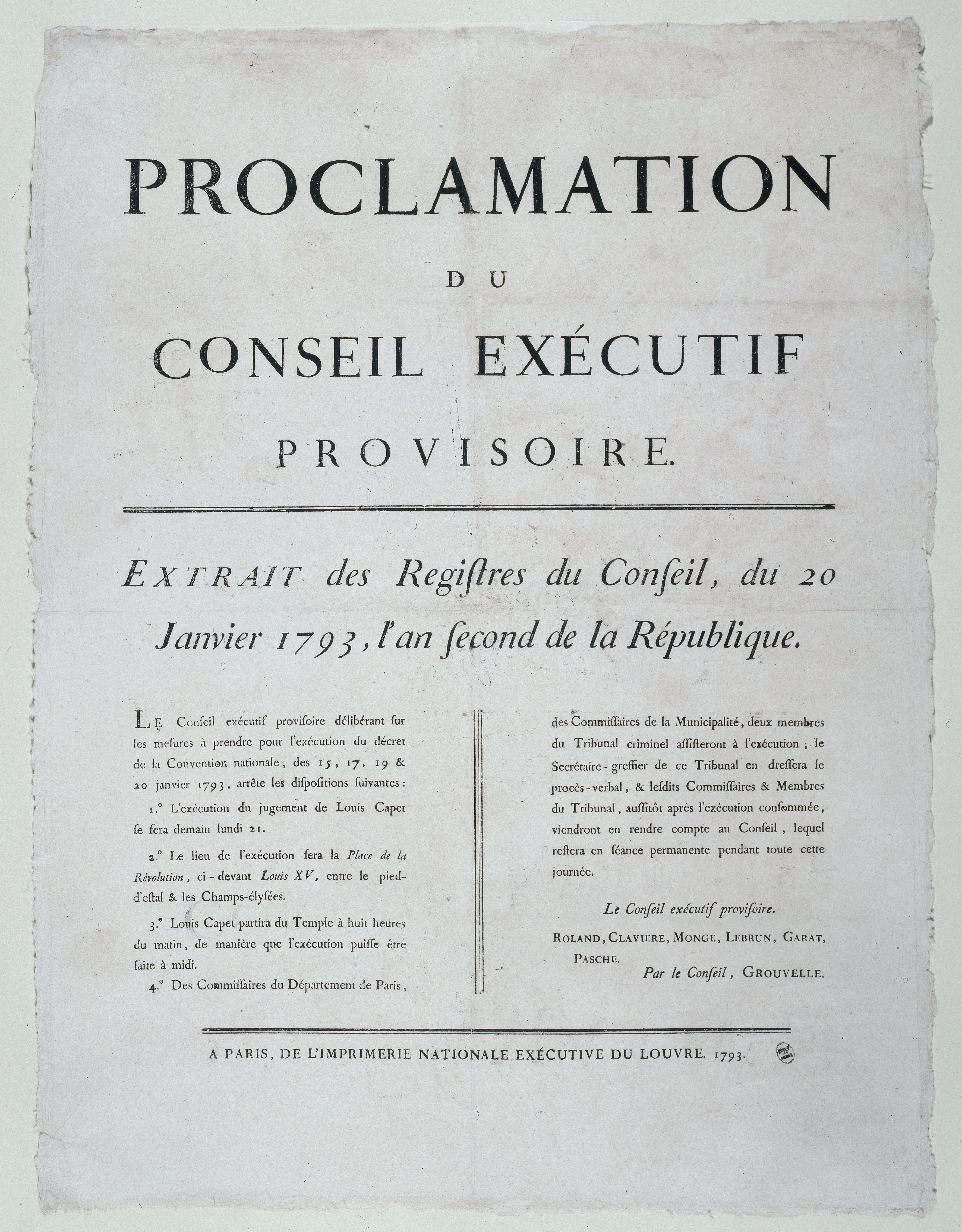
Affiche van de voorlopige uitvoerende raad om een besluit van 20 januari 1793 bekend te maken

De voorlopige uitvoerende raad (Frans: conseil exécutif provisoire) was tijdens de Franse Revolutie een orgaan bestaand uit zes ministers dat in de jaren 1792-1794 de uitvoerende macht uitoefende.

## Geschiedenis
De voorlopige uitvoerende raad werd opgericht door de Wetgevende Vergadering op 10 augustus 1792 en afgeschaft door de Nationale Conventie op 1 april 1794. Het ging om een soort voorlopige regering, die functioneerde in afwezigheid van de geschorste koning Lodewijk XVI. Er werd bepaald dat de raad "alle functies van de uitvoerende macht" zou uitoefenen. De eerste zitting vond plaats op 13 augustus 1792 en de laatste op 19 april 1794. Voor het voorzitterschap was er een wekelijkse beurtrol.
Door de oprichting bij decreet en dus buiten de grondwet om, was het gezag van de voorlopige uitvoerende raad niet onbetwist, zeker omdat de opstandige commune van Parijs zich opwierp als concurrent. Voor het uitsturen van commissarissen om de provincies te mobiliseren, werkten ze samen. Een eerste deuk in de regeringsmacht van de raad was de oprichting van het Comité de défense générale in januari 1793. Dat werd op 6 april opgevolgd door het Comité de salut public, dat uitsluitend bestond uit Conventieleden en waardoor er naast de raad een tweede entiteit kwam die regeringsmacht uitoefende. De macht van de voorlopige uitvoerende raad werd op 4 december 1793 verder uitgehold door het decreet dat de revolutionaire regering organiseerde. Het voerde een centralisatie door waarbij wetgevende en uitvoerende macht in de Conventie werden verenigd. Ondanks deze verzwakkingen overleefde de voorlopige uitvoerende raad formeel tot zijn vervanging door twaalf uitvoerende commissies (commissions exécutives) met ingang van 20 april 1794.

## Locatie
Het initiële vergaderlokaal van de voorlopige uitvoerende raad was in het Tuilerieënpaleis in de slaapkamer van de geschorste koning, waar het bed nog stond.

## Samenstelling
Op de lange zitting na de Bestorming van de Tuilerieën, die de troon voorlopig omver had geworpen, werd beslist de drie girondijnse ministers die door Lodewijk XVI op 13 juni waren ontslagen, terug te roepen en hen aan te vullen met drie andere ministers. Het ging om Danton op Justitie, Monge op Marine, Lebrun-Tondu op Buitenlandse Betrekkingen, Roland op Binnenland, Servan op Oorlog en Clavière op Financiën. Danton had de algemene handtekeningsbevoegdheid.
Later evolueerden de ministers als volgt:
- Minister van Buitenlandse Zaken:
  - 10 augustus 1792 – 21 juni 1793: Lebrun-Tondu
  - 21 juni 1793 – 2 april 1794: Deforgues
  - 5 april 1794 – 8 april 1794: Goujon (waarnemend)
  - 8 april 1794 – 20 april 1794: Herman (waarnemend)
- Minister van Oorlog:
  - 10 augustus 1792 – 3 oktober 1792: Servan
  - 3 oktober 1792 – 18 oktober 1792: Lebrun-Tondu (waarnemend)
  - 18 oktober 1792 – 4 februari 1793: Pache
  - 4 februari 1793 – 11 april 1793: Beurnonville
  - 11 april 1793 – 4 april 1793: Lebrun-Tondu (waarnemend)
  - 4 april 1793 – 20 april 1794: Bouchotte .
- Minister van Justitie:
  - 10 augustus 1792 – 9 oktober 1792: Danton
  - 9 oktober 1792 – 20 maart 1793: Garat
  - 20 maart 1793 – 20 april 1794: Gohier
- Minister van Binnenlandse Zaken:
  - 10 augustus 1792 – 23 januari 1793: Roland
  - 23 januari 1793 – 20 augustus 1793: Garat (waarnemend tot 14 maart)
  - 20 augustus 1793 – 5 april 1794: Paré
  - 5 april 1794 – 8 april 1794: Goujon (waarnemend)
  - 8 april 1794 – 20 april 1794: Herman (waarnemend)
- Minister van Bijdragen en Openbare Inkomsten:
  - 10 augustus 1792 – 13 juni 1793: Clavière
  - 13 juni 1793 – 20 april 1794: Destournelles
- Minister van Marine:
  - 10 augustus 1792 – 10 april 1793: Monge
  - 10 april 1793 – 20 april 1794: Dalbarade

## Voetnoten
1. ↑  De afschaffing gebeurde bij decreet van 12 germinal jaar II (1 april 1794) met ingang van 1 floréal (20 april).
2. ↑  Artikel 1 van het decreet van 15 augustus 1792
3. 1 2  Georges Belloni, "Les douze commissions exécutives établies en l'an II" in: La Révolution française. Revue d'histoire moderne et contemporaine, 1924, LXXVII, p. 98
4. ↑  Pierre Caron, "Les commissaires du Conseil exécutif et leurs rapports" in: Revue d'histoire moderne et contemporaine, 1914, nr. 1, p. 5-23. DOI:10.3406/rhmc.1914.4976
5. ↑  Décret du 14 frimaire an II sur le mode de gouvernement provisoire & révolutionnaire
6. ↑  Décret du 12 Germinal an II qui supprime le conseil exécutif provisoire, et remplace le ministère par douze commissions
7. ↑  Frédéric Masson, Le département des affaires étrangères pendant la révolution 1787-1804, 1877, p. 258-259

- Bibliothèque nationale de France: cb13327056t (data)
- International Standard Name Identifier: 0000 0001 2324 1331
- Library of Congress Control Number: n87802125
- Système universitaire de documentation: 120451573
- Virtual International Authority File: 138018295